# Mike Hanke
Mike Hanke (Hamm, 5. studenog, 1983.) je bivši njemački nogometaš koji je igrao na poziciji napadača.

## Osobni život
Hanke i njegova bivša djevojka Jenny imaju kćer zove Janatha-Fey McManus, rođena 15. ožujka 2007. i sina po imenu Jayron-Kajina, rođen 20. veljače 2008.

### Klupska karijera
Hanke debitirao u sezoni 2001./02 njemačke Bundeslige za Schalke 04. U svibnju 2007, Hanke se preselio u Hannover 96, zabio je jedanaest golova, a klub je sezonu završio na sredini ljestvice.

## Reprezentacija
Hanke je prvi put nastupio za Njemačku nogometnu reprezentaciju 8. lipnja 2005., na Konfederacijskom kupu 2005. 2-2 u remiju protiv Rusije.
On je prvi svoj gol postigao za reprezentaciju 29. lipnja, protiv Tunisa, a drugi u utakmici protiv Meksika. 
Bio je član njemačkog satsava za FIFA World Cup 2006, ali je propustio prve dvije utakmice zbog crvenog kartona kojeg je primio na Konfederacijskom kupu. On se pojavio kao zamjena u razigravanju za treće mjesto protiv Portugala.